# Трамвай Детройта
Трамвай Детройта (англ. QLine) — трамвайна лінія в місті Детройт, Мічиган, США.

## Історичний трамвай
Перша трамвайна лінія на кінні тязі відкрилася в місті в 1863 році, перший електричний трамвай почав курсувати вулицями міста 1 вересня 1886 року. Всі лінії були електрифіковані менш ніж за 10 років, останній маршрут конки був закритий 9 листопада 1895 року. На піку розвитку у кінці 1930-х трамвайна мережа складалася з 20 трамвайних ліній, але після цього в 1940-х роках почалося стрімке скорочення мережі. Трамвай, як і в переважні більшості міст США, не витримав конкуренції приватного автомобіля. Остання трамвайна лінія в місті закрилася у квітні 1956 році. Всі маршрути громадського транспорту міста були замінені дизельними автобусами.

## Сучасна лінія
Планування повернення трамвая на вулиці міста почалося у 2006 році, коли департамент транспорту Детройта почав вивчати різні варіанти сучасного громадського транспорту вздовж Проспекту Вудворд. Спочатку планувалося будівництво 15 кілометрової лінії швидкісного трамваю, але будівництво подібної лінії коштувало близько 500 млн доларів. У 2011 році Федеральний уряд відмовив у дофінансуванні цієї лінії та запропонував виділити кошти на будівництво лінії швидкісного автобусу. Приватні інвестори зі свого боку не відмовилися фінансувати трамвайну лінію, але вже не у вигляді LRT, а як лінію звичайного трамваю довжиною близько 5 км. На початку 2013 року федеральний уряд виділив грант у розмірі 25 млн доларів на будівництво лінії. Підготовчі роботи на трасі лінії почалися у грудні 2013 року, офіційно будівництво стартувало 28 липня 2014 року. Лінія коштувала 137 млн доларів.
Сучасна лінія починається в центрі міста та прямує до залізничної станції у Новому центрі де можливо пересісти на потяги Amtrak. На станції «Grand Circus Park» можливо пересісти на єдину в місті кільцеву лінію піплмувера. Всього на лінії 12 зупинок. Приблизно 60 % відсотків лінії не обладнано контактною мережею, на цих ділянка трамваї живляться від акумуляторів великої ємності.

## Режим роботи
Лінія працює з понеділка по четвер з 6:00 до 0:00, у п'ятницю з 6:00 до 2:00, у суботу з 8:00 до 2:00 та у неділю з 8:00 до 23:00.

## Галерея

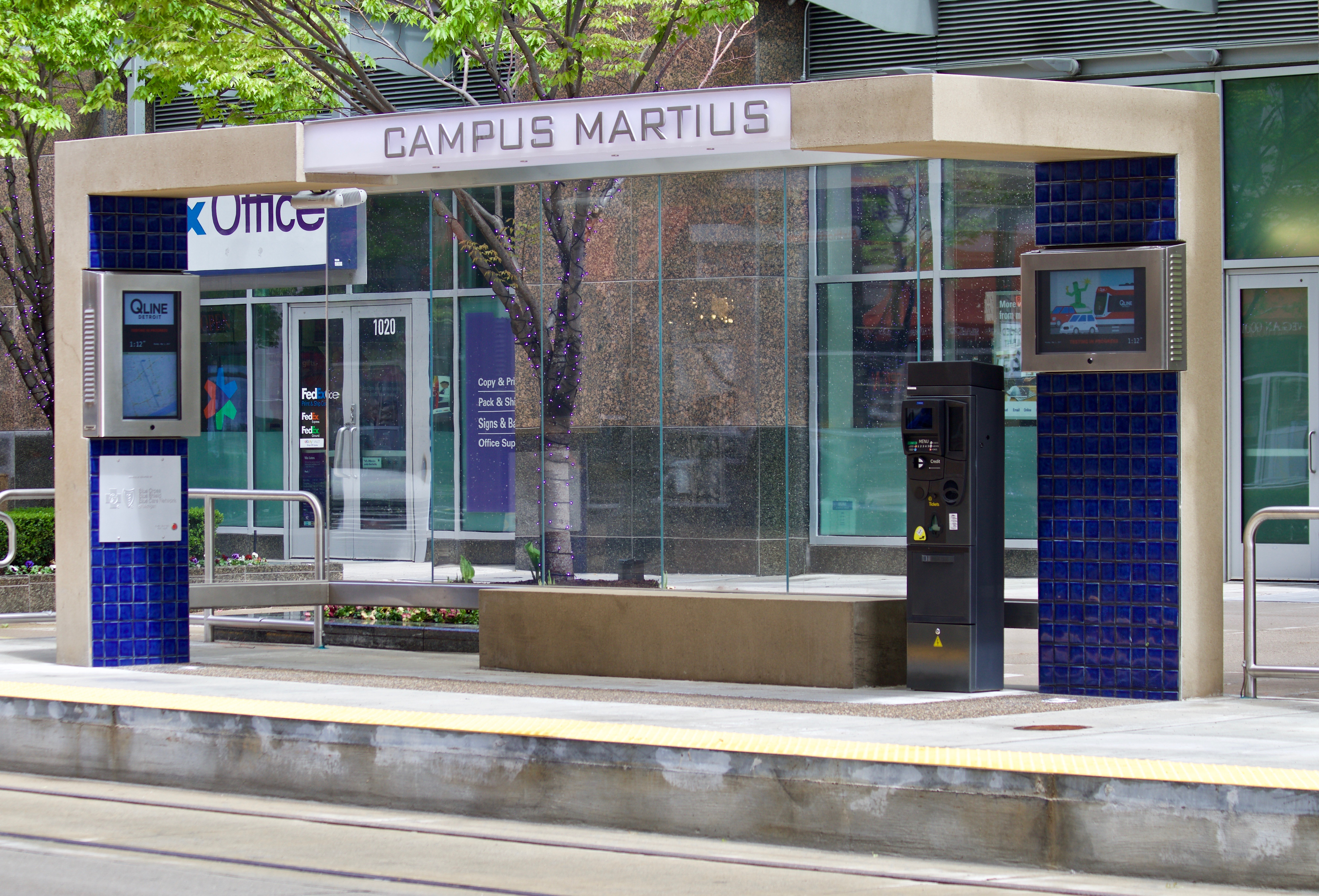
Трамвайна зупинка «Campus Martius»
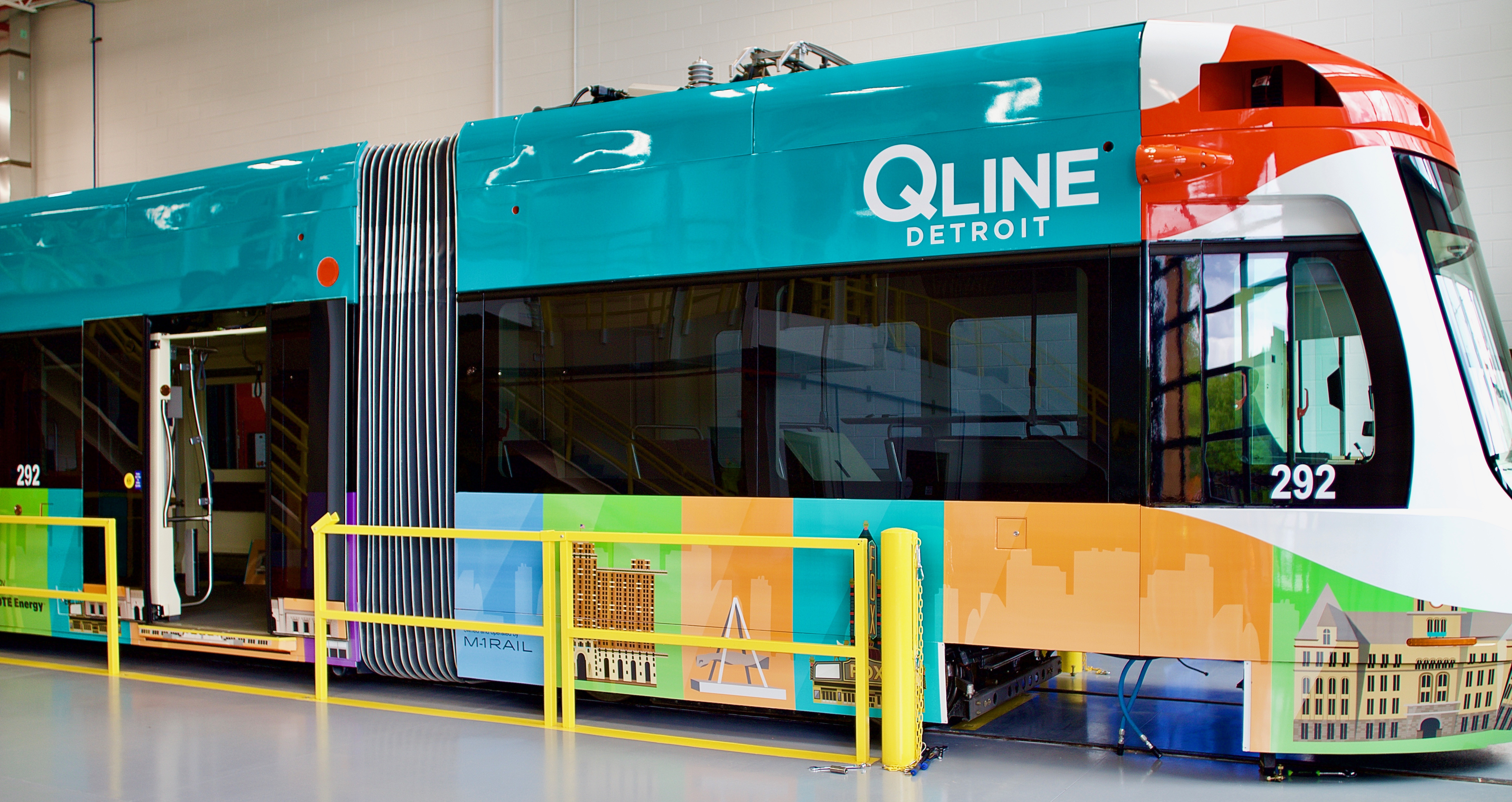
Рухомий склад